# Damir Burić (Wasserballspieler)

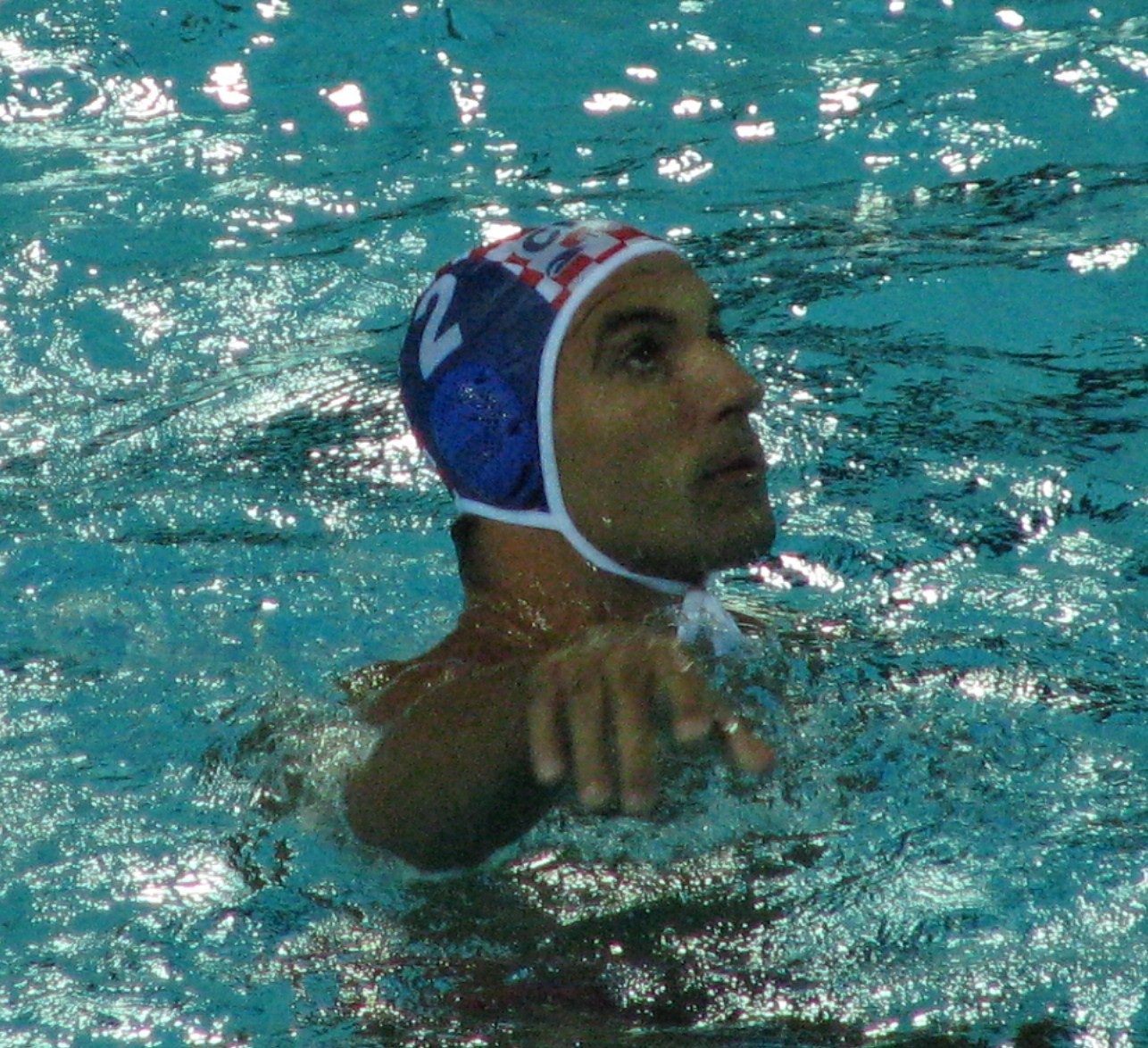
Damir Burić (2010)

Damir Burić (* 2. Dezember 1980 in Pula) ist ein ehemaliger kroatischer Wasserballspieler. Er war mit der kroatischen Nationalmannschaft Olympiasieger 2012 und Olympiazweiter 2016. Bei Weltmeisterschaften gewann er 2007, war 2015 Zweiter sowie 2009 und 2011 Dritter. Der Europameister von 2010 war bereits 2003 Europameisterschaftszweiter.

## Sportliche Karriere
Auf Vereinsebene war Damir Burić zunächst für VK Primorje Rijeka und dann für HAVK Mladost Zagreb aktiv. Von 2010 bis 2012 spielte er in Italien bei Pro Recco, mit denen er in beiden Jahren italienischer Meister war. Nach zwei Jahren in Serbien beim Vaterpolo klub Radnički Kragujevac kehrte Burić dann zu Primorje Rijeka zurück, dem kroatischen Meister von 2015.
2003 gewann Damir Burić seine erste internationale Medaille mit der Nationalmannschaft. Bei der Europameisterschaft in Slowenien erreichten die Kroaten das Finale mit einem 10:9 im Halbfinale gegen Ungarn. Im Finale siegte die Mannschaft aus Serbien und Montenegro mit 9:8 gegen Kroatien. Bei der unmittelbar darauf stattfindenden Weltmeisterschaft in Barcelona wurden die Kroaten Neunte. 2004 bei den Olympischen Spielen in Athen belegte die kroatische Mannschaft den zehnten Platz. Damir Burić erzielte im Turnierverlauf acht Tore, obwohl der 2,05 m große Center-Verteidiger hauptsächlich Defensivaufgaben zu erfüllen hatte.
2005 erreichte die kroatische Mannschaft das Halbfinale bei der Weltmeisterschaft in Montreal. Nach Niederlagen gegen Serbien und Montenegro im Halbfinale und Griechenland im Spiel um den dritten Platz blieb der vierte Platz. Zwei Jahre später bei der Weltmeisterschaft 2007 in Melbourne bezwangen die Kroaten im Halbfinale die serbische Mannschaft und besiegten im Finale die Ungarn nach Verlängerung. 2008 nahm Burić zum zweiten Mal an Olympischen Spielen teil. Beim olympischen Turnier in Peking unterlagen die Kroaten im Viertelfinale der Mannschaft aus Montenegro und belegten in den Platzierungsspielen den sechsten Rang. Damir Burić erzielte im Turnierverlauf fünf Tore.
2009 bei der Weltmeisterschaft in Rom unterlagen die Kroaten im Halbfinale den Serben, im Spiel um den dritten Platz besiegten sie die Mannschaft aus den Vereinigten Staaten mit 8:6, wobei Burić in diesem Spiel ein Tor beisteuerte. Im Jahr darauf war Kroatien Gastgeber der Europameisterschaft 2010. Die kroatische Mannschaft bezwang im Halbfinale die spanische Mannschaft mit 10:9, im Finale siegte sie mit 7:3 gegen die Italiener. Bei der Weltmeisterschaft 2011 in Schanghai unterlagen die Kroaten im Halbfinale den Italienern mit 8:9. Das Spiel um den dritten Platz gewannen die Kroaten mit 12:11 gegen die Ungarn. 2012 gewannen die Kroaten alle fünf Spiele ihrer Vorrundengruppe bei den Olympischen Spielen in London. Nach einem 8:2 im Viertelfinale gegen das US-Team und einem 7:5 gegen Montenegro im Halbfinale trafen die Kroaten im Finale auf die italienische Mannschaft und gewannen mit 8:6. Damir Burić erzielte im Turnierverlauf fünf Tore, davon zwei im Viertelfinale und eins im Halbfinale.
Nachdem Damir Burić 2013 und 2014 beim Saisonhöhepunkt nicht dabei war, kehrte er 2015 ins Nationalteam zurück. Bei der Weltmeisterschaft 2015 in Kasan gewannen die Kroaten im Viertelfinale gegen Montenegro. Das Halbfinalspiel gegen die Griechen konnten die Kroaten erst im Penaltyschießen für sich entscheiden. Im Finale unterlagen die Kroaten den Serben mit 4:11. Im Jahr darauf bei den Olympischen Spielen 2016 in Rio de Janeiro siegten die Kroaten im Viertelfinale über die Brasilianer und im Halbfinale über die Montenegriner. Im Finale spielten wieder die Serben gegen die Kroaten und die Serben gewannen 11:7, Buric warf im Finale ein Tor.